# 페가수스자리 51
페가수스자리 51(영문 약자: 51 Peg) 또는 공식명칭 헬베티우스(Helvetios)는 지구로부터 페가수스자리 방향으로 약 50.45 광년 (15.47 파섹) 떨어져 있는 G형 주계열성 또는 G형 준거성이다. 이 항성은 주계열성으로는 외계 행성(페가수스자리 51 b, 공식명칭은 '디미디움'이며 종전에는 비공식적으로 '벨레로폰'으로 불림)을 거느리고 있음이 최초로 확인된 천체이다.

## 특성

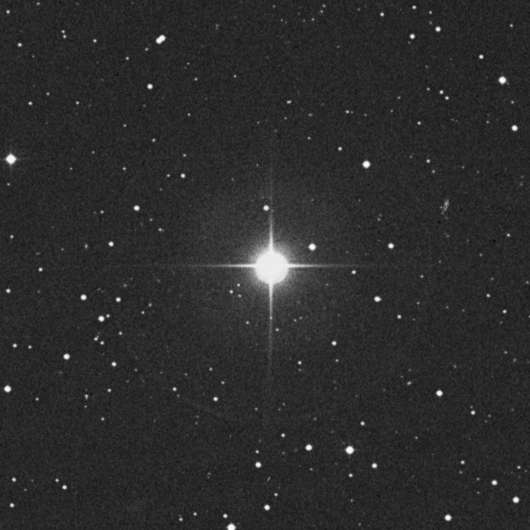
페가수스자리 51.

이 별의 겉보기등급은 5.49로 관측에 적합한 환경에서 맨눈으로 볼 수 있다.
페가수스자리 51은 1989년 《차가운 항성들의 개정 MK 분광형 퍼킨스 항성목록》(The Perkins catalog of revised MK types for the cooler stars)에 분광형 G2IV 표준별로 수록되었다. 역사적으로 이 별은 일반적으로 분광형 G5V를 받아 왔으며 보다 최근 항성목록들에도 보통 주계열성으로 수록되어 있다. 아직은 중심핵의 열핵 반응을 통해 에너지를 생산하고 있지만 태양보다 진화가 더 많이 이뤄진 것으로 보인다. 채층의 유효온도는 약 5571 K으로 이 온도에서 항성은 G형의 노란 색으로 빛난다. 예상 나이는 61 ~ 81억 년으로 태양보다 좀 더 많으며 반지름은 태양보다 24% 크고 질량은 11% 더 크다. 수소/헬륨보다 무거운 원소가 항성 구성물질 중 차지하는 비율이 태양보다 더 크다.(과학자들은 이 개념을 항성의 '금속함량'으로 부른다.) 페가수스자리 51처럼 금속함량이 높은 항성들은 행성을 거느릴 확률이 보다 높아진다. 1996년 천문학자 Baliunas, Sokoloff, Soon은 이 별의 자전주기가 37일임을 알아냈다.
1981년 연구에서는 변광성으로 의심되기도 했으나 후속 연구를 통해 1977년부터 1989년 사이 채층 활동이 없었음이 드러났다. 1994년부터 2007년 사이 수행된 추가 관측에서도 활동량은 미미하거나 없었다. 상대적으로 낮은 엑스선 방출과 위 연구 결과로 보아 이 별은 몬더 극소기 단계를 지나고 있어 흑점의 수가 줄어든 상태일 가능성이 있다.
지구에서 바라본 별의 궤도경사각은 79+11
−30 도이다.

## 명명법
페가수스자리 51은 플램스티드 명명법에 따른 명칭이다. 이 별을 도는 외계 행성 발견 당시 과학자들은 행성에 어머니 항성 명명법에 따라 '페가수스자리 51 b'를, 비공식적으로는 그리스-로마 신화의 등장인물 이름을 따오는 전통에 따라 '벨레로폰' 이름을 붙여 주었다.(벨레로폰은 신화에서 날개 달린 말 페가수스를 모는 자이다.)
2014년 국제천문연맹은 특정 외계행성들과 어머니 항성들에 고유명칭을 부여하는 절차를 개시했으며 천체들에 붙일 고유명칭을 공모했다. 2015년 12월 IAU는 페가수스자리 51의 고유명칭으로 헬베티우스(Helvetios)를, 행성 b 명칭으로 디미디움(Dimidium)을 선정했다.
선정된 명칭들은 스위스 루체른 천문학회가 제출했다. '헬베티우스'는 헬베티족의 라틴어 표기로 오래 전 스위스에 살았던 켈트족을 지칭하는 단어이다. 한편 행성의 명칭 '디미디움' 역시 라틴어로 '절반'이라는 뜻이며 이는 b의 질량이 목성의 최소 절반이라는 점에 착안한 것이다.
2016년 IAU는 항성들의 고유명칭을 목록화, 표준화할 목적으로 항성명칭 워킹그룹(WGSN)을 조직하였다. 2016년 7월 최초 공고에서 WGSN은 '행성 및 행성 위성의 공개 명명에 관한 실무위원회 워킹그룹'이 승인한 행성/어머니 항성의 명칭들 및 2015년 NameExoWorlds 캠페인에서 채택한 항성 명칭들을 명시적으로 인정했다. 현재 페가수스자리 51은 IAU 항성명칭목록에 수록되어 있다.

## 행성계
| 동반천체 (항성에서 가까운 순서) | 질량               | 긴반지름(AU)    | 공전주기 (일)       | 궤도이심률    | 궤도경사각 | 반지름 |
| ------------------------------- | ------------------ | --------------- | ------------------- | ------------- | ---------- | ------ |
| b (디미디움)                    | ≥ 0.472 ± 0.039 MJ | 0.0527 ± 0.0030 | 4.230785 ± 0.000036 | 0.013 ± 0.012 | —          | —      |

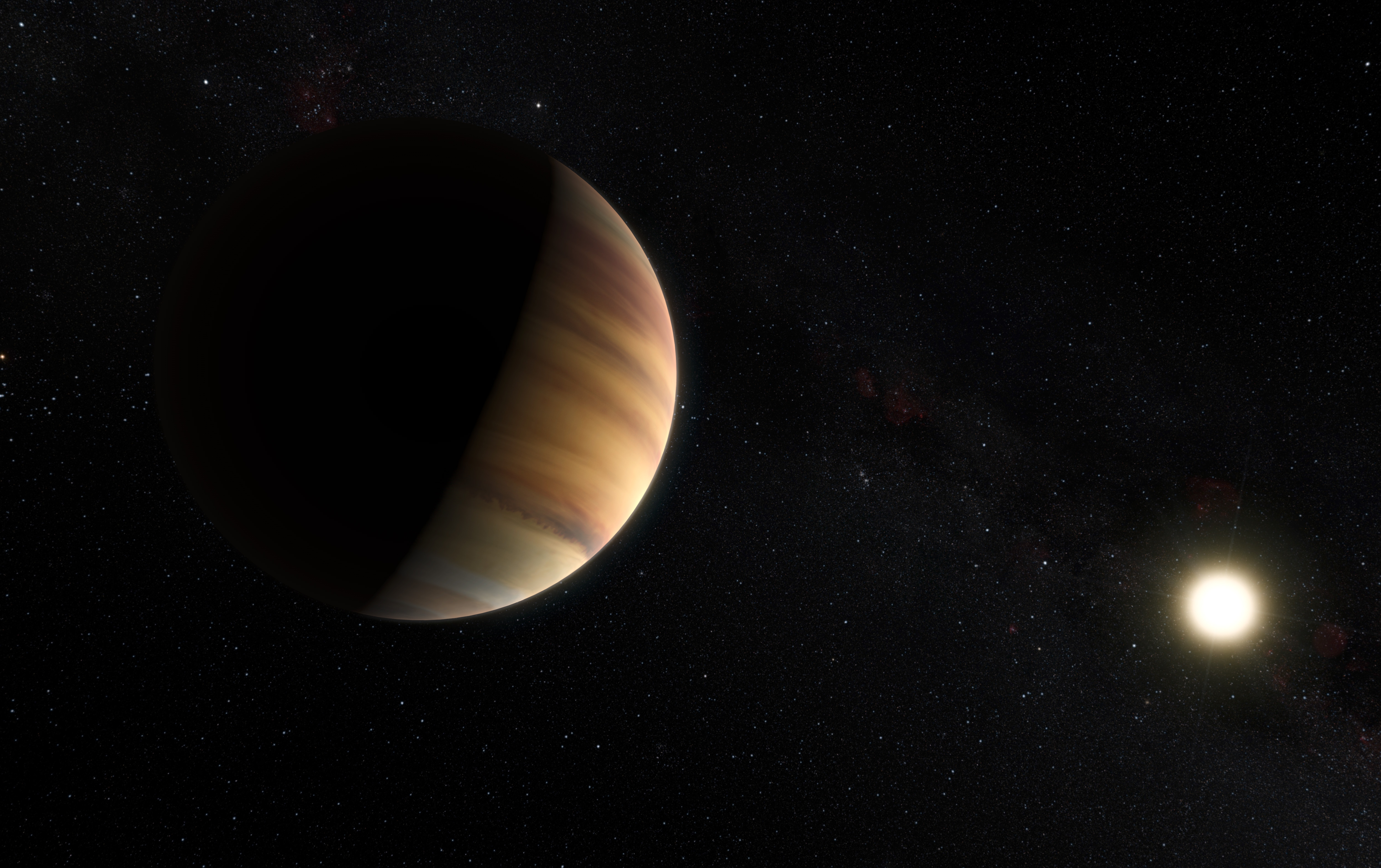
페가수스자리 51 b(왼쪽)의 개념도.

1995년 10월 6일 스위스 천문학자 미헬 마이어와 디디에 클로는 외계 행성 하나가 페가수스자리 51을 돌고 있다고 공식 발표했다. 관측 장소는 프랑스 소재 오트 프로방스 천문대였다.
페가수스자리 51 b는 주계열성 주위를 도는 행성급 질량 천체로서는 최초 사례였다. b는 항성으로부터 매우 가까이 있어 표면 온도는 대략 1200 °C이며 질량은 최소 목성의 절반 정도이다. 발견 당시 행성이 항성에 이렇게 가까이 붙어 있는 것은 기존의 행성 생성 이론과 맞지 않는 결과였기에 행성 이동 이론에 관한 논쟁이 일어났다.

## 같이 보기
- 큰곰자리 47
- 게자리 55
- 처녀자리 70
- PSR B1257+12
- 목동자리 타우
- 안드로메다자리 웁실론